# Mesoleptobasis acuminata
Mesoleptobasis acuminata là một loài chuồn chuồn kim trong họ Coenagrionidae.
Mesoleptobasis acuminata được miêu tả khoa học năm 1961 bởi Santos.